# Michael Stich
Michael Stich (Pinneberg, 18 oktober 1968) maakte faam als Duits toptennisser, die onder meer het prestigieuze Wimbledon-toernooi won.
Tegenwoordig neemt hij nog geregeld deel aan de ATP Tour of Champions.
In 2018 werd hij opgenomen in de internationale Tennis Hall of Fame.

## Tennisbiografie
Korte samenvatting van zijn carrière
- Prof geworden in 1988
- Aantal behaalde enkelspeltitels: 18, waarvan:
  - aantal gewonnen grandslamtitels: 1 (Wimbledon 1991)
  - aantal gewonnen Masters-titels (WK): 1
  - aantal gewonnen Tennis Master Series titels: 2
- Wedstrijden gewonnen-verloren: 385–176
- Verdiend prijzengeld: US$ 12.592.483
- Aantal gewonnen titels in het dubbelspel: 10, waarvan
  - aantal olympische medailles: 1 (goud in 1992)
  - aantal gewonnen grandslamtitels: 1 (Wimbledon 1992)
  - aantal gewonnen Tennis Master Series titels: 1

In 1992 veroverde Michael Stich de dubbelspeltitel op Wimbledon met John McEnroe. Samen met Boris Becker won hij in hetzelfde jaar bij de Olympische Spelen in Barcelona de gouden medaille in het dubbelspel. Daarnaast won hij in 1993 de Davis Cup met het Duitse team. In dat jaar was hij nummer twee op de wereldranglijst en de nummer één van Duitsland.

## Palmares
| Legenda                       | Legenda               |
| ----------------------------- | --------------------- |
| Grand Slam                    |                       |
| Olympische Spelen             |                       |
| tot 2009                      | vanaf 2009            |
| Tennis Masters Cup            | ATP Finals            |
| ATP Masters Series            | ATP Tour Masters 1000 |
| ATP International Series Gold | ATP Tour 500          |
| ATP International Series      | ATP Tour 250          |

### Enkelspel
| Nr.              | Datum             | Toernooi                     | Ondergrond    | Tegenstander in finale | Score                         | Details |
| ---------------- | ----------------- | ---------------------------- | ------------- | ---------------------- | ----------------------------- | ------- |
| Gewonnen finales |                   |                              |               |                        |                               |         |
| 1.               | 4 maart 1990      | ATP Memphis                  | Hardcourt (i) | Wally Masur            | 6-7, 6-4, 7-6                 | Details |
| 2.               | 7 juli 1991       | Wimbledon                    | Gras          | Boris Becker           | 6-4, 7-6, 6-4                 | Details |
| 3.               | 21 juli 1991      | ATP Stuttgart                | Gravel        | Alberto Mancini        | 1-6, 7-6, 6-4, 6-2            | Details |
| 4.               | 25 augustus 1991  | ATP Schenectady              | Hardcourt     | Emilio Sánchez         | 6-2, 6-4                      | Details |
| 5.               | 20 oktober 1991   | ATP Wenen                    | Tapijt (i)    | Jan Siemerink          | 6-4, 6-4, 6-4                 | Details |
| 6.               | 14 juni 1992      | ATP Rosmalen                 | Gras          | Jonathan Stark         | 6-4, 7-5                      | Details |
| 7.               | 13 december 1992  | GSC München                  | Tapijt (i)    | Michael Chang          | 6-2, 6-3, 6-2                 | Details |
| 8.               | 21 februari 1993  | ATP Stuttgart Indoor         | Tapijt (i)    | Richard Krajicek       | 4-6, 7-5, 7-6, 3-6, 7-5       | Details |
| 9.               | 9 mei 1993        | ATP Hamburg                  | Gravel        | Andrej Tsjesnokov      | 6-3, 6-7, 7-6, 6-4            | Details |
| 10.              | 13 juni 1993      | ATP Londen                   | Gras          | Wayne Ferreira         | 6-3, 6-4                      | Details |
| 11.              | 3 oktober 1993    | ATP Bazel                    | Hardcourt (i) | Stefan Edberg          | 6-4, 6-7, 6-3, 6-2            | Details |
| 12.              | 31 oktober 1993   | ATP Stockholm                | Tapijt (i)    | Goran Ivanišević       | 4-6, 7-6, 7-6, 6-2            | Details |
| 13.              | 21 november 1993  | ATP Tour World Championships | Tapijt (i)    | Pete Sampras           | 7-6, 2-6, 7-6, 6-2            | Details |
| 14.              | 27 februari 1994  | ATP Rotterdam                | Tapijt (i)    | Wayne Ferreira         | 4-6, 6-3, 6-0                 | Details |
| 15.              | 1 mei 1994        | ATP München                  | Gravel        | Petr Korda             | 6-2, 2-6, 6-3                 | Details |
| 16.              | 19 juni 1994      | ATP Halle                    | Gras          | Magnus Larsson         | 6-4, 4-6, 6-3                 | Details |
| 17.              | 6 augustus 1995   | ATP Los Angeles              | Hardcourt     | Thomas Enqvist         | 6-7, 7-6, 6-2                 | Details |
| 18.              | 25 februari 1996  | ATP Antwerpen                | Tapijt (i)    | Goran Ivanišević       | 6-3, 6-2, 7-6                 | Details |
| Verloren finales |                   |                              |               |                        |                               |         |
| 1.               | 7 januari 1991    | ATP Adelaide                 | Hardcourt     | Nicklas Kulti          | 3-6, 6-1, 2-6                 | Details |
| 2.               | 14 januari 1991   | ATP Sydney                   | Hardcourt     | Guy Forget             | 3-6, 4-6                      | Details |
| 3.               | 25 februari 1991  | ATP Memphis                  | Hardcourt (i) | Ivan Lendl             | 5-7, 3-6                      | Details |
| 4.               | 11 mei 1992       | ATP Hamburg                  | Gravel        | Stefan Edberg          | 7-5, 4-6, 1-6                 | Details |
| 5.               | 3 mei 1993        | ATP München                  | Gravel        | Ivan Lendl             | 6-7(2), 3-6                   | Details |
| 6.               | 26 juli 1993      | ATP Stuttgart                | Gravel        | Magnus Gustafsson      | 3-6, 4-6, 6-3, 6-4, 4-6       | Details |
| 7.               | 13 december 1993  | GSC München                  | Tapijt (i)    | Petr Korda             | 6-2, 4-6, 6-7(5), 6-2, 9-11   | Details |
| 8.               | 12 september 1994 | US Open                      | Hardcourt     | Andre Agassi           | 1-6, 6-7(5), 5-7              | Details |
| 9.               | 24 oktober 1994   | ATP Wenen                    | Tapijt (i)    | Andre Agassi           | 6-7(4), 6-4, 2-6, 3-6         | Details |
| 10.              | 27 februari 1995  | ATP Stuttgart Indoor         | Tapijt (i)    | Richard Krajicek       | 6-7(4), 3-6, 7-6(6), 6-1, 3-6 | Details |
| 11.              | 8 mei 1995        | ATP München                  | Gravel        | Wayne Ferreira         | 5-7, 6-7(6)                   | Details |
| 12.              | 26 juni 1995      | ATP Halle                    | Gras          | Marc Rosset            | 6-3, 6-7(11), 6-7(8)          | Details |
| 13.              | 10 juni 1996      | Roland Garros                | Gravel        | Yevgeny Kafelnikov     | 6-7(4), 5-7, 6-7(4)           | Details |

### Dubbelspel
| Nr.                          | Datum            | Toernooi          | Ondergrond    | Partner         | Tegenstanders in finale         | Score                     | Details |
| ---------------------------- | ---------------- | ----------------- | ------------- | --------------- | ------------------------------- | ------------------------- | ------- |
| Gewonnen finales herendubbel |                  |                   |               |                 |                                 |                           |         |
| 1.                           | 8 oktober 1989   | ATP Bazel         | Hardcourt (i) | Udo Riglewski   | Omar Camporese Claudio Mezzadri | 6-3, 4-6, 6-0             |         |
| 2.                           | 6 mei 1990       | ATP München       | Gravel        | Udo Riglewski   | Petr Korda Tomáš Šmíd           | 6-1, 6-4                  | Details |
| 3.                           | 17 juni 1990     | ATP Rosmalen      | Gras          | Jakob Hlasek    | Jim Grabb Patrick McEnroe       | 7-6, 6-3                  | Details |
| 4.                           | 21 oktober 1990  | ATP Wenen         | Tapijt (i)    | Udo Riglewski   | Jorge Lozano Todd Witsken       | 6-4, 6-4                  | Details |
| 5.                           | 24 februari 1991 | ATP Memphis       | Hardcourt (i) | Udo Riglewski   | John Fitzgerald Laurie Warder   | 7-5, 6-3                  | Details |
| 6.                           | 26 april 1992    | ATP Monte Carlo   | Gravel        | Boris Becker    | Petr Korda Karel Nováček        | 6-4, 6-4                  | Details |
| 7.                           | 5 juli 1992      | Wimbledon         | Gras          | John McEnroe    | Jim Grabb Richey Reneberg       | 5-7, 7-6, 3-6, 7-6, 19-17 | Details |
| 8.                           | 8 augustus 1992  | Olympische Spelen | Gravel        | Boris Becker    | Wayne Ferreira Piet Norval      | 7-6, 4-6, 7-6, 6-3        | Details |
| 9.                           | 8 augustus 1993  | ATP Los Angeles   | Hardcourt     | Wayne Ferreira  | Grant Connell Scott Davis       | 7-6, 7-6                  | Details |
| 10.                          | 15 juni 1997     | ATP Halle         | Gras          | Karsten Braasch | David Adams Marius Barnard      | 7-6, 6-3                  | Details |
| Verloren finales herendubbel |                  |                   |               |                 |                                 |                           |         |
| 1.                           | 26 februari 1990 | ATP Memphis       | Hardcourt (i) | Udo Riglewski   | Darren Cahill Mark Kratzmann    | 5-7, 2-6                  | Details |
| 2.                           | 7 mei 1990       | ATP Hamburg       | Gravel        | Udo Riglewski   | Sergi Bruguera Jim Courier      | 6-7, 2-6                  | Details |
| 3.                           | 20 augustus 1990 | ATP Long Island   | Hardcourt     | Udo Riglewski   | Guy Forget Jakob Hlasek         | 6-2, 3-6, 4-6             | Details |
| 4.                           | 11 februari 1991 | ATP Philadelphia  | Tapijt (i)    | Udo Riglewski   | Rick Leach Jim Pugh             | 4-6, 4-6                  | Details |
| 5.                           | 4 mei 1992       | ATP Hamburg       | Gravel        | Carl-Uwe Steeb  | Sergio Casal Emilio Sánchez     | 7-5, 4-6, 3-6             | Details |
| 6.                           | 8 juni 1992      | ATP Rosmalen      | Gras          | John McEnroe    | Jim Grabb Richey Reneberg       | 4-6, 7-6, 4-6             | Details |

## Prestatietabel
| Legenda | Legenda                          |
| ------- | -------------------------------- |
| g.t.    | geen toernooi gehouden           |
| l.c.    | lagere categorie                 |
| –       | niet deelgenomen                 |
| G       | uitgeschakeld in de groepsfase   |
| 1R      | uitgeschakeld in de eerste ronde |
| 2R      | uitgeschakeld in de tweede ronde |
| 3R      | uitgeschakeld in de derde ronde  |
| 4R      | uitgeschakeld in de vierde ronde |
| KF      | uitgeschakeld in de kwartfinale  |
| HF      | uitgeschakeld in de halve finale |
| F       | de finale verloren               |
| W       | het toernooi gewonnen            |
| w-v     | winst/verlies-balans             |

### Prestatietabel grand slam, enkelspel
| Toernooi        | 1989 | 1990 | 1991 | 1992 | 1993 | 1994 | 1995 | 1996 | 1997 |
| --------------- | ---- | ---- | ---- | ---- | ---- | ---- | ---- | ---- | ---- |
| Australian Open | –    | 3R   | 3R   | KF   | HF   | 1R   | 3R   | –    | 2R   |
| Roland Garros   | 2R   | 2R   | HF   | 3R   | 4R   | 2R   | 4R   | F    | –    |
| Wimbledon       | 1R   | 3R   | W    | KF   | KF   | 1R   | 1R   | 4R   | HF   |
| US Open         | 1R   | 2R   | KF   | 2R   | 1R   | F    | 4R   | 2R   | –    |

### Prestatietabel grand slam, dubbelspel
| Toernooi        | 1989 | 1990 | 1991 | 1992 | 1993 | 1994 |
| --------------- | ---- | ---- | ---- | ---- | ---- | ---- |
| Australian Open | –    | 1R   | KF   | 1R   | –    | 1R   |
| Roland Garros   | 3R   | 2R   | 3R   | –    | –    | –    |
| Wimbledon       | 1R   | 2R   | 1R   | W    | 3R   | HF   |
| US Open         | 1R   | 1R   | KF   | HF   | 3R   | –    |